# بنی فیلهابر
بِنی فِیلهابر (انگلیسی: Benny Feilhaber؛ زادهٔ ۱۹ ژانویهٔ ۱۹۸۵) بازیکن فوتبال آمریکایی برزیلی-تبار است که هم‌اکنون در باشگاه فوتبال لس آنجلس اف‌سی بازی می‌کند
از باشگاه‌هایی که در آن بازی کرده‌است می‌توان به هامبورگ، دربی کانتی، آرهوس، نیوانگلند رولوشن، اسپورتینگ کانزاس‌سیتی، لس آنجلس اف‌سی و کلرادو رپیدز دارد.
وی همچنین در تیم ملی فوتبال آمریکا بازی کرده‌است.